# 中山修身
中山 修身（なかやま おさみ、1955年3月 - ）は、日本の弁護士。山口県の出身。

## 来歴・人物
- 1955年、山口県防府市に生まれる。
- 1967年 - 防府市立大道小学校卒業
- 1970年 - 山口大学教育学部附属山口中学校卒業
- 1973年 - 山口県立防府高等学校卒業
- 1978年 - 東京大学法学部卒業[1]
- 1983年 - 司法試験第二次試験合格（38期）
- 1986年- ４月、弁護士登録（山口県弁護士会）中山修身法律事務所（山口市中河原町５０番１０号）開設
- 2020年 - １月、弁護士法人中山修身法律事務所設立

- 大学時代は、運動会主将、ホッケー部主将。

## 活動・所属
- 山口県建設工事紛争審査会委員・会長
- 山口県地方労働委員会公益委員
- 山口家庭裁判所委員会委員
- 山口地方裁判所委員会委員
- 日本司法支援センター山口地方事務所副所長
- 社会福祉法人山口県社会福祉協議会・契約締結審査会委員長
- 同法人・山口県法人成年後見支援センター長
- 山口薪能実行委員会委員長
- 特定非営利活動法人山口まちづくりセンター監事
- 公益財団法人毛利報公会理事

## オンラインカジノ関連事件を解決
- 2022年、山口県阿武町で発生した「4630万円誤送金問題」に、阿武町長の弁護につき、国税徴収法・地方税法に基づき、容疑者の口座がある銀行に情報提供を要請。決済代行会社の3社が口座を持つ2銀行に多額の振り込みがあったことを把握。3社の口座を容疑者のものとみなして、差し押さえ、誤送金された金額のおよそ9割にあたる4300万円の回収に成功、解決に導いた[2]。